# آلن‌تاون (پنسیلوانیا)
آلن‌تاوون (به انگلیسی: Allentown) شهری در ایالت پنسیلوانیا کشور ایالات متحده آمریکا است که جمعیت آن در سرشماری سال ۲۰۱۰ میلادی، ۱۱۸٬۰۳۲ نفر بوده‌است.